# Donji Dubovec
Donji Dubovec falu Horvátországban Kapronca-Kőrös megyében. Közigazgatásilag Kőröshöz tartozik.

## Fekvése
Köröstől 7 km-re délnyugatra fekszik.

## Története
1857-ben 37, 1910-ben 85 lakosa volt. Trianonig Belovár-Kőrös vármegye Körösi járásához tartozott. 2001-ben 39 lakosa volt.

## Külső hivatkozások
- Körös város hivatalos oldala